# Picciola; or, The Prison Flower
Picciola; or, The Prison Flower é um filme dramático dos Estados Unidos de 1911, estrelado por Mabel Normand e William Humphrey. O nome do diretor do filme é desconhecido.

## Elenco
- Mabel Normand ... Picciola
- William Humphrey ... De Charney, um prisioneiro